# Plan de tonalités précises
Le plan de tonalités précises (en anglais, Precise Tone Plan) est une spécification de signalisation pour le réseau téléphonique commuté (RTC) en Amérique du Nord. Il définit les tonalités d’appel utilisées pour indiquer l’état et la progression des appels téléphoniques aux abonnés et aux opérateurs.
Les tonalités sont les suivantes :
- la tonalité de manœuvre (ou tonalité d'invitation à numéroter ; en anglais, dial tone) est une tonalité continue d'une combinaison des fréquences de 350 et de 440 Hz à un niveau de -13 dBm ;
- la tonalité de retour d'appel (en anglais, ringback tone) est une tonalité de fréquences de 440 et 480 Hz à un niveau de -19 dBm et une cadence de deux secondes de tonalité et quatre secondes de silence ;
- la tonalité d'occupation (en anglais, busy tone) est une tonalité de fréquences de 480 et 620 Hz à un niveau de -24 dBm et une cadence d'une demi-seconde de tonalité et une demi-seconde de silence ;
- la tonalité de recomposition (souvent appelée tonalité d'occupation rapide ; en anglais, reorder tone), utilise les mêmes fréquences que la tonalité d'occupation, mais avec une cadence de 0,25 seconde de tonalité et 0,25 seconde de silence ; le plan original comportait deux versions légèrement différentes de la tonalité, une version avec une cadence de 0,2 seconde de tonalité et de 0,3 seconde de silence pour signaler un encombrement d'un circuit interurbain et une version avec une cadence de 0,3 seconde de tonalité et de 0,2 seconde de silence pour l'encombrement d'un circuit local.

Avant l'implantation du plan de tonalités précises, diverses fréquences et divers niveaux de signal étaient utilisés en Amérique du Nord. Le processus de normalisation a commencé avec l'installation du premier commutateur électronique, un Western Electric 1ESS (en) à Succasunna (en), au New Jersey, en 1965.